# Marosnagyvölgy
Marosnagyvölgy (Valea Mare) település Romániában, a Partiumban, Arad megyében.

## Fekvése
Soborsintól délre, a Maros bal partján, Kápolnás, Soborsin és Kaprevár közt fekvő település.

## Története
Marosnagyvölgy nevét 1717-ben említette először oklevél Vallemare néven. 1808-ban Vallemáre, Váleamáre, 1888-ban Valemáre, 1913-ban Marosnagyvölgy néven írták. 
1851-ben Fényes Elek írta a településről: „Valemare (Ó-), Krassó vármegyében, a Maros mellett, 586 óhitű lakossal, s anyatemplommal. Sóházzal. Földesura a kamara.”
1910-ben 529 lakosából 499 román, 25 magyar volt. Ebből 484 görögkeleti ortodox, 39 római katolikus, 6 izraelita volt.
A trianoni békeszerződés előtt Krassó-Szörény vármegye Marosi járásához tartozott.